# 間欠泉

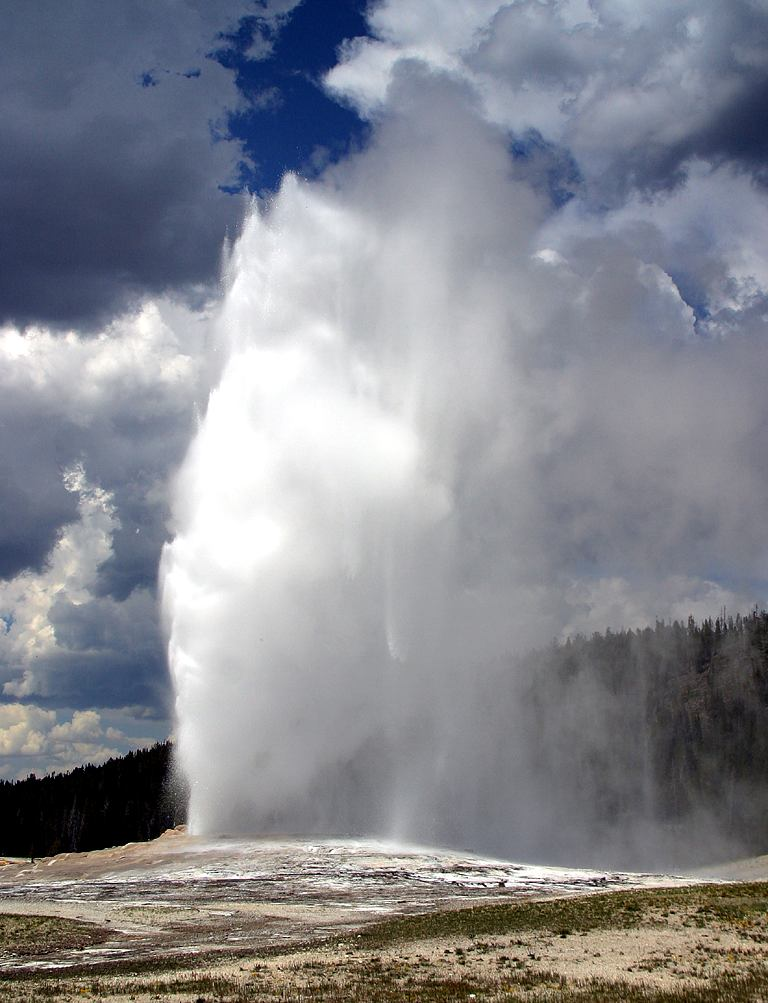
イエローストーンの間欠泉

間欠泉、間歇泉（かんけつせん、英語: geyser）とは、一定周期で水蒸気や熱湯を噴出する温泉のことである。アイスランドや、アメリカ合衆国のイエローストーンの間欠泉が世界的に有名。

## 間欠泉の仕組み

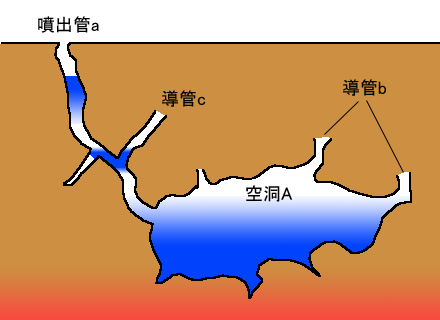
空洞説概要図

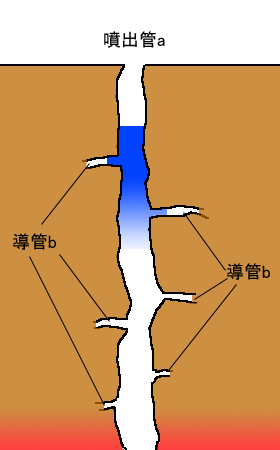
垂直管説概要図

間欠泉の仕組みには「空洞説」「垂直管説」などがある。以下で、各説の詳細を記す。

### 空洞説
空洞説は、地下にある空洞に溜まった地下水が地熱により温められる。水蒸気となって地表に噴出するという説である。空洞説を最初に提唱したのは、1811年でアイスランドで研究と調査を行ったJ・マッケンシーである。日本では、本多光太郎、寺田寅彦らによって研究された。本多、寺田は、熱海温泉にあった大湯間欠泉をモデルとして理論構築を行った。
空洞説概要図より空洞説を説明する。図の通り、地下に空洞Aが存在し、噴出管aを通じて地上と繋がっている。空洞内の水が地熱により加熱され、空洞A内の水蒸気圧が上昇すると、噴出管aに溜まった水を押し出す。ある程度の量が噴出されると、噴出管a内の水蒸気圧が低下し、噴出が停止する。導管cから地下水が供給され、再び空洞Aの水蒸気圧が上昇すると、噴出が再び起こる。何度か噴出・休止を繰り返すうちに、導管bおよび導管cから空洞Aに低温の地下水が供給されて空洞Aの水蒸気圧が大幅に低下して、長期の休止期間に入るというものである。
空洞説は、大量の温泉を長時間噴出する大規模な間欠泉は説明できる。しかし、地下空洞の認められない小規模な間欠泉の原理を説明することは難しかった。

### 垂直管説
垂直管説は、ドイツ人のロベルト・ブンゼンにより1847年に提唱された。
地面に対して比較的垂直に噴出管aがあり、噴出管a内に地下水が溜まる。溜まった地下水は、地熱により加熱され、下層部が沸点に達する。下層部が沸騰を始めると、生じる水蒸気の泡が噴出管a内を上昇し始め、それに押し出される形で緩やかな湧出が地表で開始する。噴出管a内の泡が増すにつれ、管内の水圧が低下する結果、下層部の沸点が下がり、一気に沸騰（突沸）を始め、激しい噴出が始まる。
しばらく噴出が続くと管内の熱水が無くなって噴出は終了し、休止期間に入る。噴出管aにつながっている導管bから新しい地下水が流入し、次の沸騰開始まで加熱される。
日本の野口喜三雄は、間欠泉内の塩化物イオンなどの変化量から、垂直管説を支持した論文を1939年に発表している。
一般に、1回の噴出量が少なく、噴出周期が数分から数十分の間欠泉の説明に適していると言われている。また温泉探査ボーリング等によって発生する間欠泉のメカニズムを完全に説明できる（大分県柴石温泉の龍巻地獄）。1997年、島根県津和野町で行われた試掘によって多量の二酸化炭素を含む温水(低温）間欠泉の噴出が始まったが、同じ 垂直管内の突沸（正確にはキャビテーション）のメカニズムで説明することができる。島根県木部谷温泉や山形県湯ノ沢温泉の炭酸間欠泉も同種例である。

## 日本の間欠泉

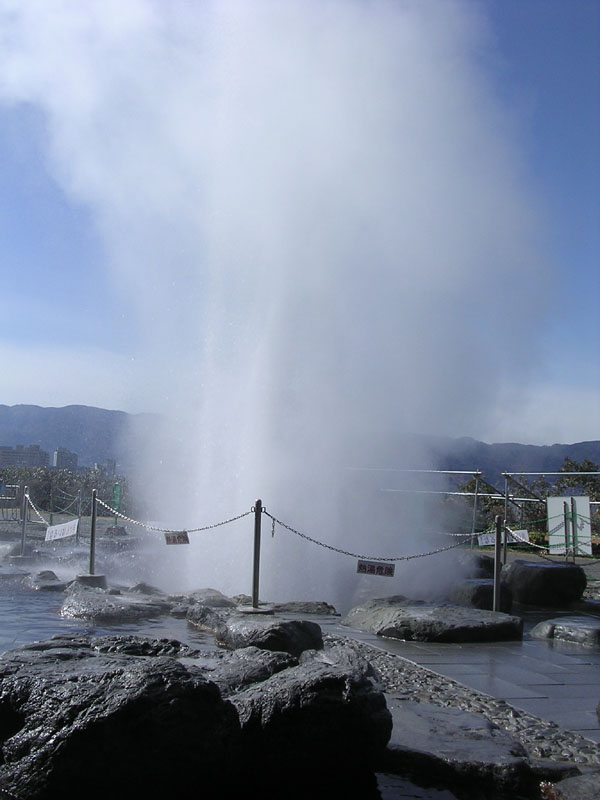
過去の活発な時期の上諏訪温泉の間欠泉

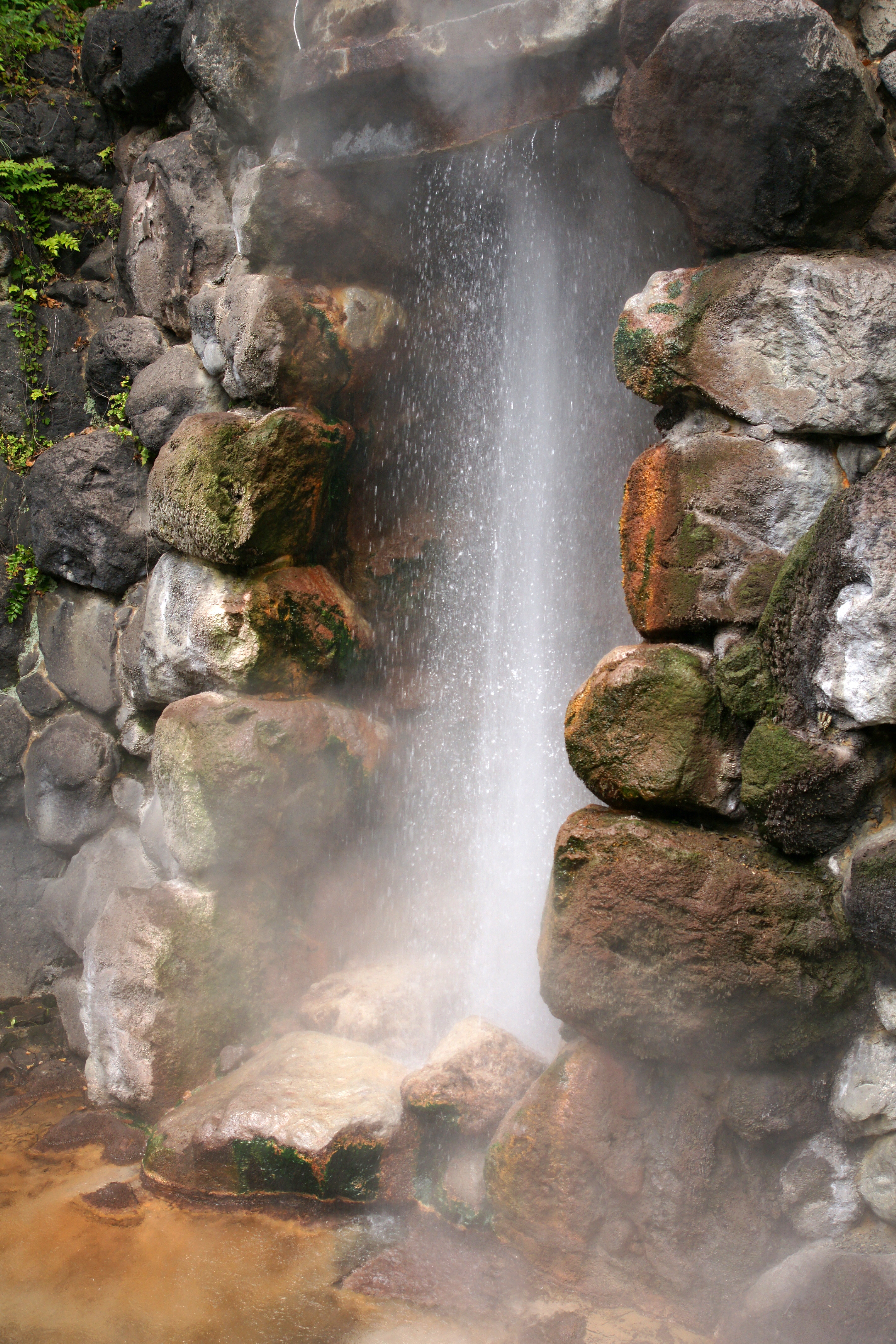
柴石温泉の龍巻地獄

- 羅臼温泉の間欠泉（北海道）
- 鹿部温泉の間欠泉（北海道）
道の駅しかべ間歇泉公園内にある。
- 登別温泉の間欠泉（北海道）
- 鬼首温泉の鬼首間欠泉（宮城県）
噴出孔は2か所。
- 広河原温泉の湯ノ沢間欠泉（山形県）
- 川俣温泉の間欠泉（栃木県）
- 上諏訪温泉の間欠泉（長野県）
1983年（昭和58年）に噴出[2]。1990年（平成2年）に諏訪市は諏訪湖間欠泉センターを設置[2]。1993年（平成5年）に自噴しなくなりコンプレッサーで噴出させていたが、2021年（令和3年）に機械が故障したため仮設の機械で再開[2]。しかし、2022年（令和4年）3月に再び停止したため、諏訪市は諏訪湖間欠泉センターの指定管理や民間活用、改修、廃止などを検討する方針を示している[2]。
- 地獄谷温泉の間欠泉（長野県）
- 熱海温泉の大湯間歇泉（静岡県）
本多光太郎、寺田寅彦らが論理構築する上でモデルにもした。明治時代中期に噴出が停止した。関東大震災以後再び噴出するも昭和初期に再度噴出が停止した。現在では観光用にポンプの力でお湯を吹き上げる人工間欠泉になっている。
- 草間の間歇冷泉（岡山県）
温泉ではなく冷泉であるのが珍しく、湧出メカニズムが間欠泉とはまったく異なる。国の天然記念物に指定されている。
- 木部谷温泉
島根県鹿足郡吉賀町にある間欠泉。20～30分に1回自噴する。20.5 ℃の冷泉。
- 柴石温泉の龍巻地獄（大分県）
2009年（平成21年）別府の地獄として国の名勝に指定される。

## 世界の主な間欠泉

### アメリカ
- イエローストーン（アメリカ合衆国）
大小200以上の間欠泉が存在する。その中でも最大のジャイアント間欠泉は、7日から12日の周期を持つ。また1回の噴出時間は1時間以上、高さは最大で75 mに達する。
- フライガイザー（アメリカ合衆国：ネバダ州）[3]

### ヨーロッパ

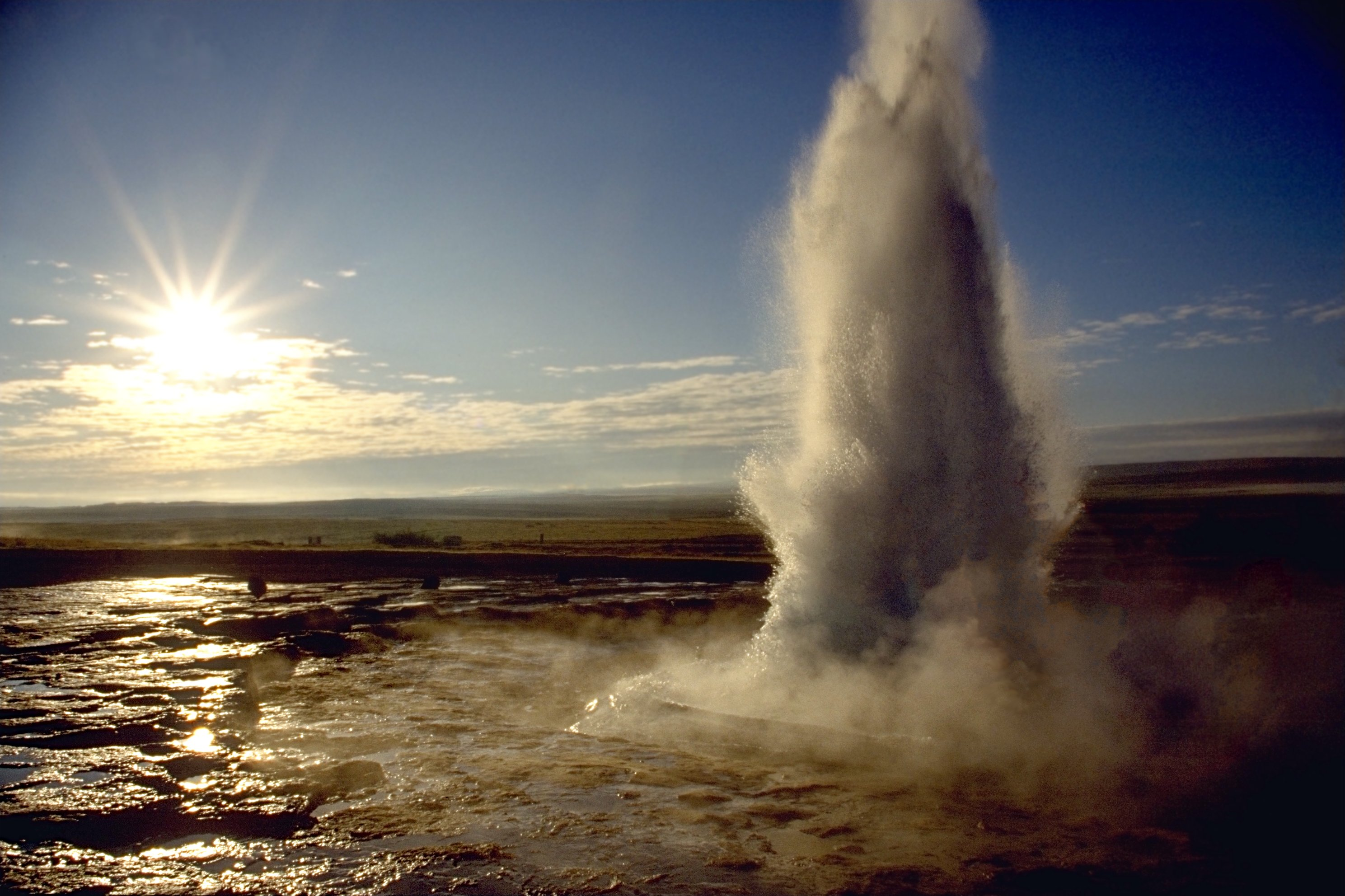
アイスランドの間欠泉

- ゲイシール（アイスランド）- 英語で間欠泉を意味する単語の「geyser（ガイザー）」の語源である。なお同じ綴りでも「ギーザー」と発音するとイギリス英語で「湯沸かし器」の意味になるので注意。
- ストロックール間欠泉（アイスランド）

### オセアニア
- ポルツ・ガイザー（ニュージーランド）
- ロトルア間欠泉（ニュージーランド）
- ワイマング間欠泉（ニュージーランド）
噴出した高さが450 mに達した記録を持つ。

### アジア

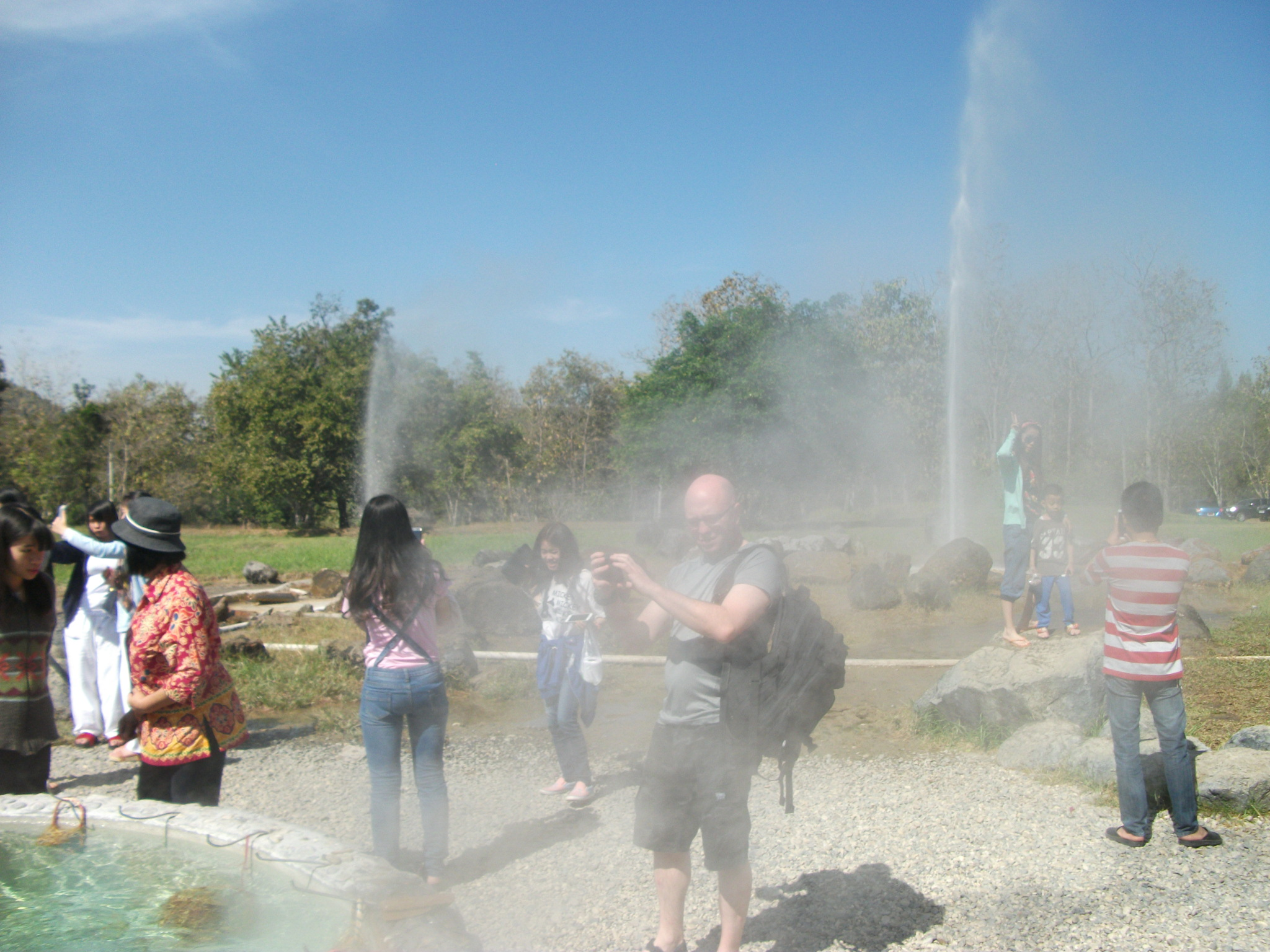
サンカンペーン温泉の間欠泉

- サンカンペーン温泉（タイ・チェンマイ）
- ゲイゼル渓谷（英語版）（ロシア・カムチャツカ）

## 宇宙の間欠泉
地球以外で間欠泉の存在が確認されている天体は、土星の衛星エンケラドゥス、海王星の衛星トリトンであり、エンケラドゥスの間欠泉は氷と水蒸気を噴出し、トリトンの間欠泉は窒素ガスを噴出する。また木星の衛星エウロパにも水蒸気を噴出する間欠泉が存在することがほぼ確実と考えられている。